# Rosenburgh
Rosenburgh was een kasteel in het Nederlandse dorp Voorschoten, provincie Zuid-Holland. Het voormalige kasteelterrein is anno 2023 in gebruik als park, kinderboerderij en begraafplaats.

## Geschiedenis
Het kasteel zou tussen 1281 en 1284 zijn gebouwd door Jan van Wassenaer. In 1306 gaf Dirk van Wassenaer het kasteel in leen aan zijn neef Jan van Rosenburch. Jan werd opgevolgd door zijn zoon Gisbert. Hierna kwam Rosenburg terecht bij de familie Van Binchorst. Erfdochter Janna van den Binchorst, echtgenote van Otto van Heuckelum, hield het kasteel in leen van haar neef, Dirk IV van Wassenaer.
Graaf Willem V belegerde Rosenburgh in 1351, waarschijnlijk zonder succes. Het zou de eerste belegering zijn in Nederland waarbij buskruit is gebruikt.

### Boerderij of kasteel?
Rosenburgh omvatte aanvankelijk 80 morgen aan land. Nog vóór 1383 werd er een stuk van 41 morgen van het goed afgesplitst. Op dat afgesplitste deel stond de ‘hofstad te Rosenburch’, waarmee in 1399 Simon Sturlinc werd beleend. Kennelijk was het kasteel inmiddels verdwenen en stond er alleen nog een boerderij. Hij liet deze boerderij na aan zijn dochter Alijt.
Toch is het niet echt duidelijk wat er met Rosenburgh is gebeurd. Het kasteel kan dus vóór 1399 zijn verdwenen waarna pas eind 15e eeuw een herbouw volgde door de familie Stalpaert; het is echter ook mogelijk dat het middeleeuwse kasteel wél is blijven staan en pas in 1573 is verwoest toen Spaanse troepen begonnen aan het beleg van Leiden.
In 1616 kwam Rosenburgh in bezit van de familie Van Ylem. Zij lieten het kasteel rond 1617 herbouwen.

### Nieuwbouw

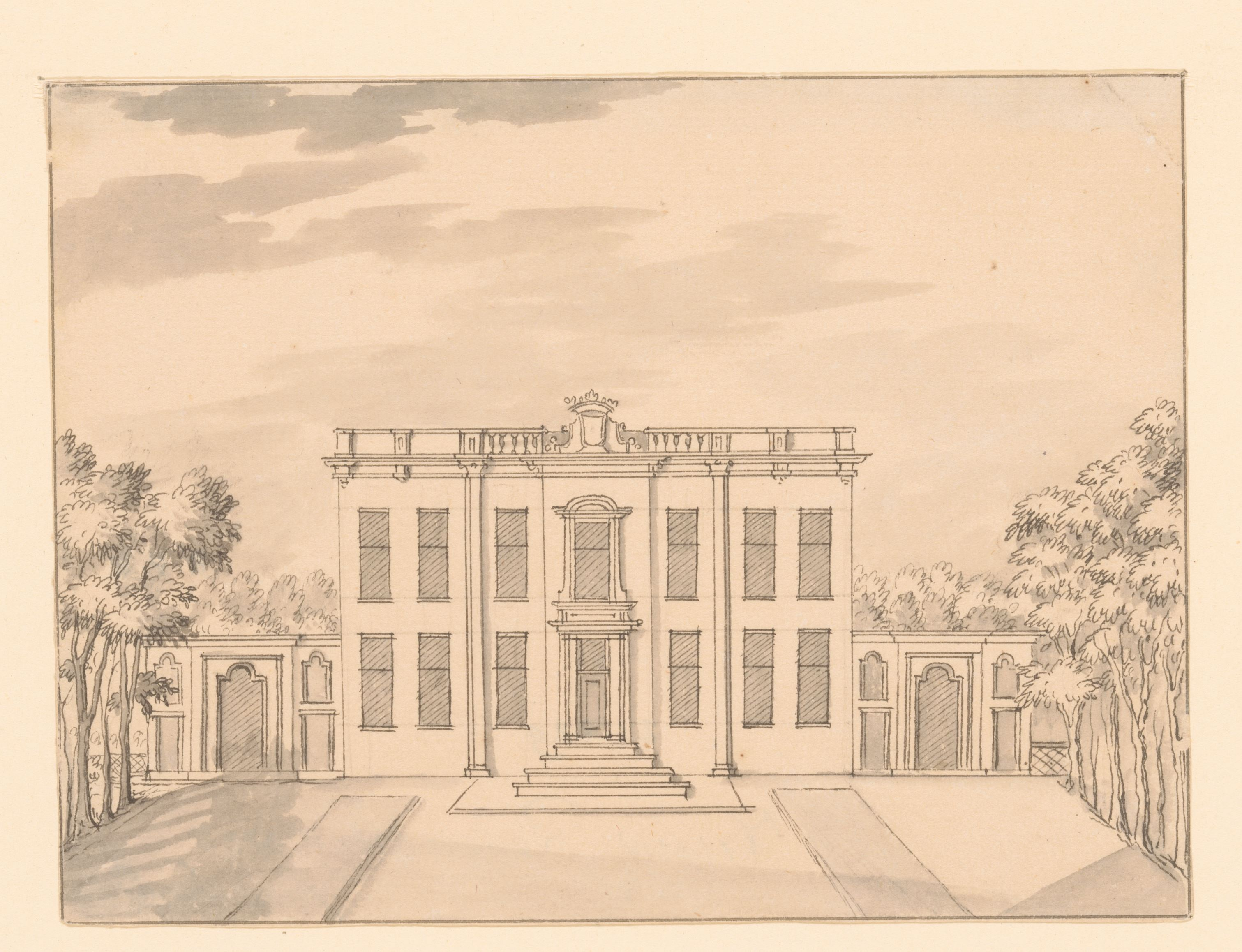
Rosenburg rond 1725

In 1707 kwam Rosenburgh in handen van Jan Gerrit van Wassenaer. Hij liet van 1721 tot 1723 een nieuw Rosenburgh bouwen volgens plannen van Daniel Marot. Jan Gerrit overleed in 1723. Toen zijn zoon en erfgenaam in 1728 ook kwam te overlijden, werd Rosenburgh door de heer van Duivenvoorde, broer van Jan Gerrit, afgebroken. Het toegangshek werd bij zijn eigen kasteel Duivenvoorde geplaatst.

### Onderzoek
In de jaren 50 heeft Jaap Renaud een proefopgraving gedaan, waarbij de vermoedelijke ligging van het kasteel en landhuis werden bepaald. In 2010 en 2012 volgde nieuw archeologisch onderzoek, waarbij funderingen van het 18e-eeuwse landhuis zijn aangetroffen; het middeleeuwse kasteel is niet gevonden.

## Beschrijving
Over het middeleeuwse kasteel is weinig bekend. Het is eind 13e eeuw gebouwd en in ieder geval in 1573 verwoest. Mathijs van de Hoeve beschreef in 1635 dat op 68 meter afstand van het toenmalige huis Rosenburgh oude fundamenten waren aangetroffen. Deze zouden een muurdikte van 1,9 meter hebben; de bakstenen wezen op een oorsprong in de middeleeuwen.
Bij de herbouw rond 1617 zou gebruik zijn gemaakt van nog bestaande bouwdelen, zoals een vierkante kelder en een deel van de toren.
Het laatste huis Rosenburgh werd in de jaren 1721-1723 gebouwd op een andere locatie, naar een ontwerp van Daniel Marot. Dit huis telde zeven traveeën en twee bouwlagen, met een rijk gedecoreerde middenrisaliet.
Abbenbroek · Abspoel · Adegeest · Slot Alkemade ·  Altena · Arkelsburg · Bellesteyn · Huis ten Berghe · Binckhorst · Binnenhof · Blijdestein · Te Blotinghe · Boekenburg · Boekhorst · Boshuysen · Bulgersteyn · Burcht (Leiden) · Burcht (Voorne) · Slot Capelle · Coebel · Cranenburg · Crayestein · Cronesteyn · Crooswijk · Develstein · 't Huys Dever · Dirks Steenhuis · Ter Does · Duivenstein · Duivenvoorde · Endegeest · Endepoel · Foreest · Giessenburg · Gravensteen · Groot Haesebroek · 's Heeraartsberg · Hof van Wateringen · Holy · Slot Honingen · Kasteel van de Heren van Arkel · Kasteel van Gouda · Keenenburg · Kasteel Keukenhof · Klein Poelgeest · Huis te Langerak · Langestein · Huis te Liesveld · Ter Lips · De Loo · Madeburcht · Marenburch · Meerburg · Huis te Merwede · Huis ter Mey · Kasteel van der Meye · Niemandsvriend · Noordeloos · Oud-Berendrecht · Oud-Poelgeest · Oud Teylingen · Paddenpoel · Persijn · Groot Poelgeest · Hof van Putten · Puttensteyn · Landgoed De Raephorst · Kasteel Ravesteyn · Kasteel van Rhoon · Rijnegom · Rijnenburg · Huis te Riviere · Rodenburg · Hofstad Rodenrijs · Rodenrijs · Rosenburgh · Huis Roucoop · Santhorst · Schelluinderberg · Schonenburg · Kasteel van Schoonhoven · Souburgh · Spangen · Starrenburg · Huis ter Specke · Steenvoorde · Stenevelt · Slot Teylingen · Den Toll · Torenvliet · Slot Valckesteyn · Huis ter Waard · Warmont · Ter Weer · Hof van Wena · Kasteel Westerbeek · Huis te Woude · Kasteel van IJsselmonde · 't Zand · Huis Zevender · Kasteel aan de Zevender · Zijlhof · Zonneveld · Huis Zuidwijk · Zwieten